# Lonza Group
Lonza Group er en schweizisk multinational producent af lægemidler, bioteknologi og ernæring med hovedkvarter i Basel.
Lonza blev etableret i 1897 i den schweiziske by Gampel, Valais og tog sit navn fra den nærliggende Lötschental-flod. I begyndelsen fokuserede de på vandkraft og carbondioxid, men de omstillede sig senere til nitrogen- og petrokemi. I dag fokuserer de på medicinsk kemi og biokemi.